# Stéphane Cali
Stéphane Cali (* 26. April 1972 in Paris) ist ein ehemaliger französischer Leichtathlet, der sich auf den Sprint spezialisiert hat.

## Sportliche Laufbahn
Erste internationale Erfahrungen sammelte Stéphane Cali vermutlich im Jahr 1990, als er bei den Juniorenweltmeisterschaften in Plowdiw mit der französischen 4-mal-100-Meter-Staffel mit 40,70 s im Vorlauf ausschied. Im Jahr darauf belegte er bei den Junioreneuropameisterschaften in Thessaloniki in 10,66 s den siebten Platz im 100-Meter-Lauf und gewann mit der Staffel in 40,03 s die Bronzemedaille. 1994 schied er bei den Spielen der Frankophonie in Bondoufle mit 10,72 s im Halbfinale über 100 Meter aus und verpasste mit der Staffel mit 40,27 s den Finaleinzug. 1996 kam er bei den Halleneuropameisterschaften in Stockholm mit 6,77 s nicht über die erste Runde im 60-Meter-Lauf hinaus und im Jahr schied er bei den Hallenweltmeisterschaften in Paris mit 6,69 s im Vorlauf aus. Im Juni gewann er bei den Mittelmeerspielen in Bari in 10,28 s die Bronzemedaille über 100 Meter hinter dem Griechen Angelos Pavlakakis und Anninos Markoullidis aus Zypern. Anschließend schied er bei den Weltmeisterschaften in Paris mit 10,47 s im Viertelfinale über 100 Meter aus und wurde im Staffelbewerb im Finale disqualifiziert. 1998 gewann er bei den Halleneuropameisterschaften in Valencia in 6,60 s die Bronzemedaille über 60 Meter hinter dem Griechen Angelos Pavlakakis und Jason Gardener aus dem Vereinigten Königreich. Im August erreichte er bei den Freiluft-Europameisterschaften in Budapest das Viertelfinale über 100 Meter, ging dort aber nicht mehr an den Start. 2000 kam er bei den Halleneuropameisterschaften in Gent mit 6,87 s nicht über den Vorlauf über 60 Meter hinaus und im Jahr darauf schied er bei den Hallenweltmeisterschaften in Lissabon mit 6,88 s im Semifinale aus. 2003 schied er bei den Hallenweltmeisterschaften in Birmingham mit 6,79 s in der ersten Runde aus und 2006 beendete er seine aktive sportliche Karriere im Alter von 34 Jahren.
In den Jahren 1997 und 1998 wurde Cali französischer Meister im 100-Meter-Lauf sowie 1996 und 1997 sowie 2000 und 2001 Hallenmeister über 60 Meter.

## Persönliche Bestleistungen
- 100 Meter: 10,15 s (+1,7 m/s), 24. August 1997 in La Chaux-de-Fonds
  - 50 Meter (Halle): 5,65 s, 20. Februar 1998 in Eaubonne (französischer Rekord)
  - 60 Meter (Halle): 6,53 s, 20. Februar 1998 in Eaubonne